# South Miami
South Miami est une ville située dans l’État américain de la Floride, dans le comté de Miami-Dade, au sud de la ville de Miami. Selon l'estimation officielle de 2006, sa population est de 11 147 habitants.

## Géographie
South Miami est située à 25° 42′ 37″ N, 80° 17′ 43″ O. Selon le bureau du recensement des États-Unis, la ville a une superficie totale de 6,0 km2, sur toutes ses terres.

## Démographie
| 1930  | 1940  | 1950  | 1960  | 1970   | 1980   |
| ----- | ----- | ----- | ----- | ------ | ------ |
| 1 160 | 2 408 | 4 809 | 9 846 | 11 780 | 10 895 |

| 1990   | 2000   | 2010   | - | - | - |
| ------ | ------ | ------ | - | - | - |
| 10 404 | 10 741 | 11 657 | - | - | - |